# روبرت فورستر
روبرت فورستر (بالألمانية: Robert Förster) مواليد 27 يناير 1978 في مارك كليبرغ، ألمانيا الشرقية، هو دراج ألماني في صنف سباق الدراجات على الطريق.

## سجل النتائج

### سباقات أو مراحل فاز بها
- طواف إسبانيا
- طواف إيطاليا

## وصلات خارجية
- الموقع الرسمي

## روابط خارجية
- روبرت فورستر على موقع الاتحاد الدولي للدراجات (الإنجليزية)
- روبرت فورستر على موقع أرشيف الدراجات (الإنجليزية)
- روبرت فورستر على موقع إحصائيات الدراجات الإحترافية (الإنجليزية)
- روبرت فورستر على موقع نسبة الدراجات (الإنجليزية)
- روبرت فورستر على موقع CycleBase (الإنجليزية)